# Vegetta777
Samuel de Luque Batuecas (Madrid, 12 de abril de 1989), conocido como Vegetta777, es un youtuber y streamer español que sube vídeos y hace emisiones en directo en forma de gameplays sobre videojuegos de distintos géneros, como los sandbox, multijugador o de aventura, entre los que destacan Minecraft. Colabora habitualmente con otros creadores de contenido como lo son Willyrex, El Rubius, AuronPlay, entre otros, para la creación de nuevos proyectos, normalmente series. En 2025, su canal de YouTube contaba con más de 34 millones de suscriptores y 16 000 000 000 de visitas, siendo así uno de los 200 canales más grandes del mundo.

## Vida privada
Samuel nació el 12 de abril de 1989 en Madrid, España, mudándose a Alcorcón a los cinco años. Desde temprana edad tuvo interés por los videojuegos, siendo su primera consola una Game Boy. Esto, junto a otros aspectos, le motivaría a empezar subir vídeos en YouTube en febrero de 2012, aunque su canal fuese creado en 2008. Esto se debió a que decidió estudiar primero un CFPGM de técnico en cuidado auxiliar de enfermería, del que finalmente se graduó. Después, decidió opositar a Policía Nacional, aunque finalmente no se presentó a las pruebas, pues en 2012 comenzó a subir vídeos, y esto causó que no tuviese el tiempo suficiente para dedicarse a ellas.
Poco tiempo después se volvió socio de Machinima. Al mismo tiempo conoció a Willyrex, otro youtuber del que se haría muy amigo y emprendería con él distintos proyectos, como las numerosas series de Minecraft o hasta la publicación de una serie de libros.
En 2014 se mudó junto con Willyrex a Los Ángeles, Estados Unidos, ciudad en la que vivieron por un tiempo antes de mudarse juntos a Andorra en 2016. Después de siete años de alquiler, en 2023 lo hizo público, tras enseñar su nueva casa en obras en un vídeo. Esto causó polémica porque una de las razones que expresaron Samuel y otros youtubers para mudarse a dicho país fue la menor presión fiscal. Así, hubieron voces que los criticaron alegando que estaban evadiendo impuestos, aunque finalmente no ha habido ninguna condena por dicho motivo.

## Carrera

### Inicios
El canal de Vegetta777 fue creado en marzo del 2008, pero estuvo inactivo durante cuatro años. Fue el 21 de febrero de 2012 cuando subió su primer vídeo titulado «UNCHARTED 3: PRESENTACION DEL CANAL!». Con el paso del tiempo fue subiendo más vídeos sobre distintos videojuegos manteniendo siempre una variedad de contenido en su canal, siendo Minecraft el videojuego del que más hace contenido. Tras llegar a la meta de diez millones de suscriptores, fue premiado en octubre del 2015 con el botón de diamante de YouTube, convirtiéndose en el primer español en ser reconocido con uno.
Durante su recorrido en la plataforma ha realizado colaboraciones con distintos creadores de contenido para subir vídeos jugando a videojuegos juntos, entre los cuales están Willyrex, el Rubius, aLexBY11, luzugames, HeRny, FaRgAn, StaXx y otros múltiples streamers del habla hispana. Entre sus series más icónicas se encuentran las de Resident Evil, Grand Theft Auto Online, PUBG, Uncharted y Minecraft.

## Proyectos
Ha sido creador y participante de proyectos dentro de su canal de YouTube, así como de otros proyectos que, aunque relacionados con su contenido y sus aficiones, se alejan del mundo de esta plataforma.
- Series de Minecraft: a lo largo de su carrera, Vegetta777 ha creado distintas series de Minecraft, cada una con un enfoque diferente. Entre las series más populares se puede destacar Planeta Vegetta, las diversas temporadas de Karmaland junto a otros creadores,[21] Apocalipsis Minecraft,[22] Minecraft con Noobs y Piratas (también junto con otros creadores de contenido, como Alexby, HeRny, Arsilex, etc.).[23]
- KarmaRun: junto con Willyrex y sTaXx, Vegetta lanzó un videojuego con la colaboración de la desarrolladora de videojuegos U-Play Online. Este es un videojuego de tipo endless runner en el que el jugador debe correr a través de un largo camino mientras esquiva obstáculos y gana monedas. Está disponible tanto en la Google Play como en la App Store.[24]
- Libros Wigetta: junto con Willyrex, Vegetta777 ha publicado una serie de libros para niños y jóvenes que narran las aventuras de sus dos personajes, Vegetta y Willy, los cuales son acompañados por sus mascotas Vakypandy y Trotuman. En sus aventuras se encuentran con diversos personajes y se ven envueltos en distintas situaciones que ameritan una solución.[25] El primer libro de esta saga fue publicado en el año 2015,[26] y hasta el 2022 se han publicado 18 libros.[27]
- Mad Lions: en colaboración con Willyrex, Vegetta se convirtió en uno de los socios mayoritarios de MAD Lions, un equipo de esports español.[28]
- Serie animada: Willyrex y Vegetta publicaron los capítulos de Wigetta, una serie animada con diseño en 2D dentro de la plataforma Youtube en un canal con el mismo nombre.[29] Dentro de la serie se muestran las aventuras de los personajes Willyrex y Vegetta, que se encuentran en situaciones en las que deben ayudar a ciertos personajes a cumplir sus deseos, mientras cumplen ellos mismos los suyos. El primer capítulo obtuvo muchas visitas por parte de la comunidad de ambos youtubers, así como los capítulos subsecuentes.[30] Hasta el 2022, se han subido 10 capítulos de la serie.

## Premios y reconocimientos
| Organización | Tipo                   | Galardón              | Razón |
| ------------ | ---------------------- | --------------------- | --- |
| YouTube      | YouTube Creator Awards | Silver Creator Award  | Otorgado a los creadores que obtienen la cantidad de 100 000 (cien mil) suscriptores en su canal de YouTube.            |
| YouTube      | YouTube Creator Awards | Gold Creator Award    | Otorgado a los creadores que obtienen la cantidad de 1 000 000 (un millón) de suscriptores en su canal de YouTube.      |
| YouTube      | YouTube Creator Awards | Diamond Creator Award | Otorgado a los creadores que obtienen la cantidad de 10 000 000 (diez millones) de suscriptores en su canal de YouTube. |